# Фруктовий сад

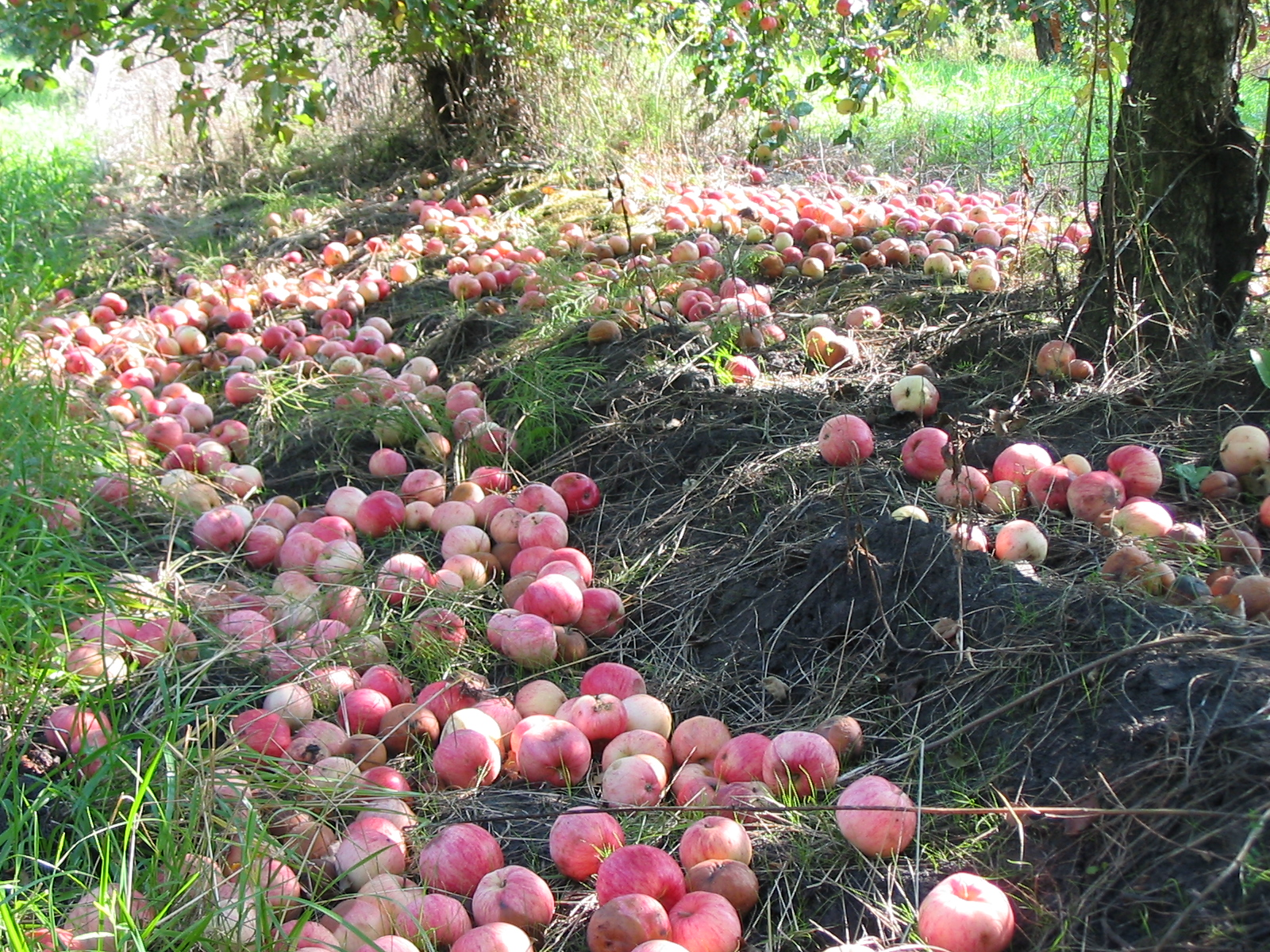
Корочанські сади

Фруктовий сад — це ділянка землі, яка зайнята багаторічними плодовими насадженнями. Являє собою один з видів садів, в якому вирощуються фрукти, ягоди та горіхи. Змішані насадження плодових і ягідних культур часто також називають фруктовим садом.
Деякі сади використовуються під випас одомашнених тварин. Запилення рослин, які розташовані на території саду відбувається, в основному, за рахунок бджіл.
Галузь рослинництва по вирощуванню плодових культур має назву плодівництво.

## Історія
Початок створення садів, ймовірно, збігається з початком осілості. Первісне їх призначення було — зібрати близько житла корисні рослини.

## Необхідні умови
Від правильного вибору ділянки під промисловий сад багато в чому залежить його продуктивність. Для закладання плодових садів непридатні піднесені рівнини, низовини і холодні схили. У центральному та північно-східному районах Європейської частини Росії, районах Уралу і Сибіру під сад найпридатніші південні, південно-західні і західні схили крутизною 5 — 8°, які захищені від пануючих вітрів. У південних районах використовують північні і північно-західні схили, а для теплолюбних порід (персик, інжир) — південні схили.
За 2—3 роки до закладки промислового плодового саду створюють садозахисні і вітрозахисні смуги, які послаблюють висушуючу дію вітрів, перешкоджають ерозії (здуванню) ґрунту та снігу, створюють кращі умови для росту і врожайності дерев, захищають плоди від осипання при сильних вітрах в період дозрівання.
Найкращі ґрунти — родючі, пухкі, водопроникні, не містять шкідливих солей, особливо хлоридних та сульфатних, а також труднопроніцаемих для коренів верств і прошарків.
Мінімальний розмір промислових садів, при якому можна застосовувати певний набір машин і раціонально займатися плодоводством, складає 50 — 75 га.

## Фауна
На терені фруктового сада може мешкати до 5000 видів комах. Серед них найпоширеніші медоносні бджоли і бджоли Осмії, польові джмелі, метелики Адмірали, оси, метелик багатобарвниці, галатея, махаони.